# الجيف (تعز)

تعديل مصدري - تعديل

الجيف هي إحدى قرى الجمهورية اليمنية. وهي تتبع جغرافيًا لمحافظة تعز. وإداريًا لمديرية ماوية. يبلغ تعداد سكانها 282 نسمة حسب الإحصاء الذي جرى عام 2004.